# Seznam dílů seriálu Hunter × Hunter (2011)
Toto je seznam dílů anime seriálu Hunter × Hunter. Tento seriál vyrobilo studio Madhouse, režíroval jej Hiroši Kódžina a byl vysílán původně na Nippon TV od 2. října 2011 do 23. září 2014.
Úvodní znělkou je skladba departure! od Masatoši Ona, která se ve dvou verzích v seriálu obměňuje (první verze v dílech 1–26, 50–75; druhá verze v dílech 27–49, 76–148). V seriálu se vystřídalo pět závěrečných znělek. První závěrečnou znělkou je v dílech 1–26 skladba Just Awake od skupiny Fear, and Loathing in Las Vegas, druhou je v dílech 27–58 skladba Hunting for your Dream od skupiny Galneryus, třetí je v dílech 59–75 skladba Reason od popového dua Juzu, kteří nazpívali i čtvrtou a pátou závěrečnou znělku. Ta čtvrtá se objevuje v dílech 76–98 a má název Nagareboši kirari (japonsky 流れ星キラリ, v překladu Zářící létavice), pátá má název Hjóri ittai (japonsky 表裏一体, v překladu Dvě strany jedné mince) a jako závěrečná znělka se objevuje od 99. dílu.

## Seznam dílů
| Č. v seriálu | Původní název                                     | Český název                     | Premiéra v Japonsku |
| --- | ------------------------------------------------- | ------------------------------- | ------------------- |
| 1 | Tabidači to nakamatači タビダチ × ト × ナカマタチ | Odplutí × A × Přátelé           | 2. října 2011       |
| Dvanáctiletému Gonovi Freecssovi se po několikadenním úsilí podaří ulovit obří rybu, která si získala mezi obyvateli Velrybího ostrova pro svou neulovitelnost přezdívku Pán jezera. Právě ulovení této ryby bylo podmínkou pro to, aby teta Mito pustila malého Gona na hunterskou zkoušku, která tak poté, ač nerada, činí. Gon se loučí se svými blízkými a odplouvá z Velrybího ostrova. Na palubě lodi potkává Gon kapitána a varuje jej před blížící se strašlivou bouřkou, kterou dokáže poznat po čichu. Gon se nemýlí a během bouřky se ukazuje, že kapitán je jedním ze zkoušejících, kteří mají za úkol uchazeče prověřit a snížit jejich počet. Vzhledem k tomu, že mořská nemoc sklátí drtivou většinu uchazečů na palubě, zbývá kapitánovi prověřit kromě Gona jen dva uchazeče. Jedním z nich je Kurapika, který se touží stát hunterem, aby se mohl pomstít Přízračné skupině za vyvraždění svého klanu, a druhým je Leorio, který se touží stát hunterem proto, aby měl trvalý peněžní příjem. Právě kvůli rozdílným důvodům se rozhoří mezi Kurapikou a Leorio ostrý spor, jenž se oba aktéři rozhodnou vyřešit soubojem na palubě, ovšem jakmile jeden z námořníků přepadne během bouře přes palubu, Gon, Kurapika i Leorio se jej vydají zachránit. To se jim podaří, námořník jim poděkuje a mezi Kurapikou a Leoriem dojde k usmíření. Kapitán se poté rozhodne je zavézt k nejbližšímu přístavu konání zkoušky. |                                                   |                                 |                     |
| 2 | Šiken no šiken シケン × ノ × シケン               | Zkouška × A × Zkouška           | 9. října 2011       |
| Gon, Kurapika a Leorio připlouvají do přístavu Dolle. Kapitán dá Gonovi radu, aby se vydal směrem k vysokému cedru na nedalekém kopci. Kurapika Gona poslechne, ovšem Leorio se rozhodne raději vydat autobusem. Poté co však Leorio zjistí, že autobus jede špatným směrem, vrátí se zpět za Gonem a Kurapikou. Trio pak spolu doputuje do opuštěného města, kde je přivítá zkoušející stařena se svým „vzrušujícím raz-dva kvízem”. Stařena položí hrdinům otázku, zda by zachránili syna, či dceru, kdyby se dostali do nepřátelského zajetí. Leoria tato otázka rozčílí a okamžitě namítá, že na takovou otázku neexistuje žádná správná odpověď. Rozhodne se stařeně ublížit, ale Kurapika jej zastaví. Až jim vyprší čas na zodpovězení otázky, stařena prohlásí, že je pustí dál, neboť jedinou správnou odpovědí bylo právě ticho. Hrdinové se poté dostanou k vysokému cedru, ovšem zjistí, že navigátor, který žije v chalupě u cedru s ženou a dvěma dětmi, byl napaden kouzelnou bytostí – kirikem. Leorio se rozhodne zraněného muže ošetřit a Kurapika s Gonem se vydávají za kirikem. Postupně však hrdinové zjistí, že kiriko umí měnit podobu na člověka, že celá navigátorova rodina jsou ve skutečnosti kirikové a že to vše byla jen nachystaná zkouška. Otec rodiny poté prohlásí, že všichni tři hrdinové zkouškou prošli a že s nimi poletí na místo konání zkoušky. |                                                   |                                 |                     |
| 3 | Raibaru ga sabaibaru ライバル × ガ × サバイバル   | Soupeři × Pro × Přežití         | 16. října 2011      |
| S pomocí rodiny navigátorů se Gon a jeho přátelé dostávají do města Zaban, kde se má zkouška konat. Navigátorův syn je zavede do malé restaurace, kde řekne hlavnímu kuchaři heslo. Kuchař je odešle do zadního salonku a navigátorův syn se s nimi rozloučí. Následně se ukazuje, že celý salonek je ve skutečnosti výtahem, který vede až do podzemí. Tam se hrdinové setkávají s ostatními účastníky zkoušky a dostávají cedulky s identifikačními čísly. S hrdiny se touží okamžitě seznámit muž jménem Tonpa, který se zkoušky zúčastnil už třicetpětkrát a pokaždé neuspěl. Představí jim ostatní účastníky, zejména tajemného kouzelníka Hisoku, který se pokusil v předchozím ročníku zabít zkoušejícího a v tom současném – byť samotná zkouška ještě zahájena nebyla – stihl záhadným způsobem připravil o ruku mladíka, který do něj narazil ramenem a zapomněl se mu omluvit. Tonpa se poté rozhodne nabídnout hrdinům džus, do nějž je zamícháno projímadlo, ovšem hrdinové jeho lest poznají. Tonpa se pak okamžitě omlouvá. Zatím se chlapec jménem Killua dožaduje přídavku a říká, že na něj látky obsažené v džusu nepůsobí. Následně se všem účastníkům představuje zkoušející Satotz, který vyzve účastníky, aby jej následovali, čímž zahajuje první část zkoušky. |                                                   |                                 |                     |
| 4 | Kibó to jabó キボウ × ト × ヤボウ                 | Naděje × A × Touha              | 23. října 2011      |
| Ukazuje se, že trasa, kterou zkoušející Satotz chce s ostatními uběhnout, má délku několika desítek kilometrů, proto postupně velké množství účastníků odpadává vyčerpáním. Leorio se chce taky málem vzdát, ale Gon jej povzbudí k dalšímu výkonu. Během běhu se Gon blíže seznámí s Killuou, jenž je stejně starý jako on, a Kurapika se s Leoriem opět dá do řeči o konkrétnějších důvodech, proč se chtějí stát huntery. Kurapika prozradí, že Přízračná skupina vyvraždila jeho klan kvůli jejich zvláštním očím, které se zbaví do šarlatového odstínu, pokud daného člověka něco rozruší. Leorio přiznává, že se sice chce stát hunterem kvůli penězům, ale to proto, aby je použil na dobrou věc – léčil lidi bezplatně. Ovlivnila jej totiž smrt jeho přítele z dětství, který zemřel na nemoc, na jejíž léčbu neměla jeho rodina peníze. Když poté účastníci zkoušky vyběhnou na denní světlo, ocitnou se v Numerských mokřinách. Satotz je varuje, že bytosti, které zde žijí, často používají zákeřné způsoby, jak vylákat a sníst svou kořist. Jen co to dopoví, objeví se před účastníky zraněný muž, jenž tvrdí, že to on je jejich opravdový zkoušející a že Satotz je opice lidotvářná, která je chce dostat do pasti. Hisoka se rozhodne jak na Satotze, tak na zraněného muže hodit jednu ze svých karet; zraněného muže karta zabije a promění se zpět na opici, Satotz kartu chytí. Ukáže se tedy, že Satotz je opravdový zkoušející a opravdový hunter, který má pohotové reakce, ale Satotz poté varuje Hisoku, aby na něj už víckrát neútočil, jinak bude diskvalifikován. Satotz se s účastníky následně vydává na cestu přes mokřiny. |                                                   |                                 |                     |
| 5 | Hisoka wa hisoka ヒソカ × ハ × ヒソカ             | Hisoka × Je × Lstivý            | 30. října 2011      |
| 6 | Igai na kadai イガイ × ナ × カダイ                | Velmi × Překvapivá × Výzva      | 6. listopadu 2011   |
| 7 | Hikósen no kessen ヒコウセン × ノ × ケッセン      | Výzva × Na × Vzducholodi        | 13. listopadu 2011  |
| 8 | Kaikecu wa tasúkecu? カイケツ × ハ × タスウケツ?  | Rozhodnutí × Podle × Většiny?   | 20. listopadu 2011  |
| 9 | Šúdžin ni gojódžin シュウジン × ニ × ゴヨウジン   | Pozor × Na × Vězně              | 27. listopadu 2011  |
| 10 | Hikkake no kikkake ヒッカケ × ノ × キッカケ       | Finta × Za × Fintou             | 4. prosince 2011    |
| 11 | Gjanburu de toraburu ギャンブル × デ × トラブル   | Problémy × Se × Sázkami         | 11. prosince 2011   |
| 12 | Saigo no kakugo サイゴ × ノ × カクゴ              | Poslední × Zkouška × Přemýšlení | 18. prosince 2011   |
| 13 | Gon jori no tajori ゴンヨリ × ノ × タヨリ         | Dopis × Od × Gona               | 25. prosince 2011   |
| Na Velrybí ostrov přichází dopis od Gona, v němž Gon tetě Mito popisuje dění v předchozích dílech. Jde tedy o rekapitulaci dílů 1–12. |                                                   |                                 |                     |
| 14 | Tágetto ni hitto ターゲット × ニ × ヒット         | Zasáhni × Svůj × Cíl            | 8. ledna 2012       |
| 15 | Damašiai no toriai ダマシアイ × ノ × トリアイ     | Spousta × Zákeřných × Klamů     | 15. ledna 2012      |
| 16 | Haiboku to kucudžoku ハイボク × ト × クツジョク   | Porážka × A × Ostuda            | 22. ledna 2012      |
| 17 | Ana de wana アナ × デ × ワナ                      | Past × V × Díře                 | 29. ledna 2012      |
| 18 | Taisecu na mensecu タイセツ × ナ × メンセツ       | Přichází × Důležitý × Rozhovor  | 5. února 2012       |
| 19 | Katenai ga makenai カテナイ × ガ × マケナイ       | Nevyhrát × A × Neprohrát        | 12. února 2012      |
| 20 | Fukakai na tenkai フカカイ × ナ × テンカイ        | Matoucí × Sled × Událostí       | 19. února 2012      |
| 21 | Kjódai no mondai キョウダイ × ノ × モンダイ       | Problémy × S × Bratrem          | 4. března 2012      |
| 22 | Kiken na banken キケン × ナ × バンケン            | Nebezpečný × Hlídací × Pes      | 11. března 2012     |
| 23 | Ban'nin no sekinin バンニン × ノ × セキニン       | Povinnost × Osobního × Strážce  | 18. března 2012     |
| 24 | Zorudikku no kazoku ゾルディック × ノ × カゾク    | Velká × Rodina × Zoldycků       | 25. března 2012     |
| 25 | Mienai to aenai ミエナイ × ト × アエナイ          | Slepý × A × Nepohodlný          | 1. dubna 2012       |
| 26 | Arekara to sorekara アレカラ × ト × ソレカラ      | Co × Bylo × Potom               | 8. duben            |
| Na Velrybí ostrov přichází druhý dopis od Gona, v němž Gon tetě Mito popisuje dění v předchozích dílech. Jde tedy o rekapitulaci dílů 13–25. |                                                   |                                 |                     |

| Č. v seriálu | Původní název                                               | Český název                  | Premiéra v Japonsku |
| ------------ | ----------------------------------------------------------- | ---------------------------- | ------------------- |
| 27           | Tógidžó ni tódžó トウギジョウ × ニ × トウジョウ             | Příchod × Do × Arény         | 15. dubna 2012      |
| 28           | Nen to nen ネン × ト × ネン                                 | Nen × A × Nen                | 22. dubna 2012      |
| 29           | Kakusei to kanósei カクセイ × ト × カノウセイ               | Probuzení × A × Možnost      | 29. dubna 2012      |
| 30           | Gekitó to kattó ゲキトウ × ト × カットウ                    | Zuřivost × A × Souboj        | 6. května 2012      |
| 31           | In'nen to šúnen インネン × ト × シュウネン                  | Osud × A × Vytrvalost        | 13. května 2012     |
| 32           | Dokkiri na šóri ドッキリ × ナ × ショウリ                    | Velmi × Nečekané × Vítězství | 20. května 2012     |
| 33           | Keihaku na kjóhaku ケイハク × ナ × キョウハク               | Hloupá × Snaha × Zastrašit   | 27. května 2012     |
| 34           | Džicurjoku de secudžoku ジツリョク × デ × セツジョク        | Síla × Pro × Pomstu          | 3. června 2012      |
| 35           | Seikaku na gókaku セイカク × ナ × ゴウカク                  | Opravdu × Velký × Úspěch     | 17. června 2012     |
| 36           | Ókina kari to čiisana keri オオキナカリ × ト × チイサナケリ | Dluh × A × Kopanec           | 22. června 2012     |

| Č. v seriálu | Původní název                                                     | Český název                    | Premiéra v Japonsku |
| ------------ | ----------------------------------------------------------------- | ------------------------------ | ------------------- |
| 37           | Džin to Gon ジン × ト × ゴン                                      | Ging × A × Gon                 | 29. června 2012     |
| 38           | Ojadži no hendži オヤジ × ノ × ヘンジ                             | Odpověď × Od × Táty            | 7. července 2012    |
| 39           | Negai to čikai ネガイ × ト × チカイ                               | Přání × A × Přísaha            | 14. července 2012   |
| 40           | Nórjokuša wa kjórjokuša? ノウリョクシャ × ハ × キョウリョクシャ？ | Spolupráce × Mistrů × Nenu?    | 22. července 2012   |
| 41           | Gókecu no šúkecu ゴウケツ × ノ × シュウケツ                       | Setkání × Velkých × Hrdinů     | 29. července 2012   |
| 42           | Mamoru to semeru マモル × ト × セメル                             | Obrana × A × Útok              | 5. srpna 2012       |
| 43           | Šógeki no sangeki ショウゲキ × ノ × サンゲキ                      | Nečekaná × Šokující × Tragédie | 12. srpna 2012      |
| 44           | Gekisen no fukusen ゲキセン × ノ × フクセン                       | Předzvěst × Lítého × Boje      | 19. srpna 2012      |
| 45           | Kósoku no jakusoku コウソク × ト × ヤクソク                       | Rychlost × A × Slib            | 2. září 2012        |
| 46           | Oumono to macumono オウモノ × ト × マツモノ                       | Pronásledování × A × Čekání    | 9. září 2012        |
| 47           | Seijaku to seijaku セイヤク × ト × セイヤク                       | Omezení × A × Slib             | 16. září 2012       |
| 48           | Mekiki no kikime メキキ × ノ × キキメ                             | Rada × Od × Znalce             | 23. září 2012       |
| 49           | Cuiseki de bunseki ツイセキ × デ × ブンセキ                       | Sledování × A × Výslech        | 30. září 2012       |
| 50           | Nakama to katana ナカマ × ト × カタナ                             | Přítel × A × Meč               | 7. října 2012       |
| 51           | Hidžó no sendžó ヒジョウ × ノ × センジョウ                        | Krutost × Na × Bojišti         | 14. října 2012      |
| 52           | Šúgeki to šógeki シュウゲキ × ト × ショウゲキ                     | Napadení × A × Otřes           | 21. října 2012      |
| 53           | Feiku de saiku フェイク × デ × サイク                             | Podvod × Většího × Rozsahu     | 28. října 2012      |
| 54           | Uranai ga ataranai? ウラナイ × ガ × アタラナイ?                   | Jsou × Věštby × Pravdivé?      | 4. listopadu 2012   |
| 55           | Nakama to ikasama ナカマ × ト × イカサマ                          | Přátelé × A × Lži              | 11. listopadu 2012  |
| 56           | Saiai to saiaku サイアイ × ト × サイアク                          | Milovaní × A × Nenávidění      | 18. listopadu 2012  |
| 57           | Sente to okite センテ × ト × オキテ                               | Průlom × A × Zákon             | 2. prosince 2012    |
| 58           | Hikigiwa no hikigane ヒキギワ × ノ × ヒキガネ                     | Čas × K × Odchodu              | 9. prosince 2012    |

| Č. v seriálu | Původní název                                            | Český název                     | Premiéra v Japonsku |
| ------------ | -------------------------------------------------------- | ------------------------------- | ------------------- |
| 59           | Seri to aseri セリ × ト × アセリ                         | Nabídka × A × Netrpělivost      | 16. prosince 2012   |
| 60           | Kimari to hadžimari キマリ × ト × ハジマリ               | Pravidla × A × Začátek          | 23. prosince 2012   |
| 61           | Kan'jú to šin'jú カンユウ × ト × シンユウ                | Přijetí × A × Přítel            | 6. ledna 2013       |
| 62           | Gendžicu? To genseki ゲンジツ? × ト × ゲンセキ           | Skutečnost? × A × Pokárání      | 13. ledna 2013      |
| 63           | Šišó wa hidžó? シショウ × ハ × ヒジョウ?                 | Učitelka × Je × Nemilosrdná?    | 20. ledna 2013      |
| 64           | Kjóka to kjókacu キョウカ × ト × キョウカツ              | Posilování × A × Vydírání       | 27. ledna 2013      |
| 65           | Džaken to džanken ジャケン × ト × ジャンケン             | Nemilosrdnost × A × Kámen-nůžky | 3. února 2013       |
| 66           | Kórjaku to sakurjaku コウリャク × ト × サクリャク        | Plán × Na × Výhru               | 10. února 2013      |
| 67           | Džúgo to džúgo 15 × ト × 15                              | 15 × A × 15                     | 17. února 2013      |
| 68           | Kaizoku to suisoku カイゾク × ト × スイソク              | Piráti × A × Hádání             | 24. února 2013      |
| 69           | Taikecu de nekkecu タイケツ × デ × ネッケツ              | Zápas × A × Zapálenost          | 3. března 2013      |
| 70           | Kondžó to júdžó コンジョウ × ト × ユウジョウ             | Odvaha × A × Přátelství         | 10. března 2013     |
| 71           | Kakehiki to torihiki カケヒキ × ト × トリヒキ            | Vyjednávání × A × Obchod        | 17. března 2013     |
| 72           | Čeisu de čansu チェイス × デ × チャンス                  | Hon × A × Šance                 | 24. března 2013     |
| 73           | Kjóki to šóki キョウキ × ト × ショウキ                   | Šílenství × A × Příčetnost      | 31. března 2013     |
| 74           | Šóša to haiša ショウシャ × ト × ハイシャ                 | Vítěz × A × Poražený            | 7. dubna 2013       |
| 75           | Džin no tomo to šin no tomo ジンノトモ × ト × シンノトモ | Praví × Gingovi × Přátelé       | 14. dubna 2013      |

| Č. v seriálu | Původní název                                                            | Český název                    | Premiéra v Japonsku |
| ------------ | ------------------------------------------------------------------------ | ------------------------------ | ------------------- |
| 76           | Saikai to rikai サイカイ × ト × リカイ                                   | Shledání × A × Porozumění      | 21. dubna 2013      |
| 77           | Fuan to šucugen フアン × ト × シュツゲン                                 | Úzkost × A × Výskyt            | 28. dubna 2013      |
| 78           | Kjúsoku na zóšoku キュウソク × ナ × ゾウショク                           | Prudký × Početní × Nárůst      | 5. května 2013      |
| 79           | En-dží na En-dží-eru NG × ナ × NGL                                       | Světu × Uzavřené × NGL         | 12. května 2013     |
| 80           | Gokuaku to saiaku ゴクアク × ト × サイアク                               | To × Největší × Zlo            | 19. května 2013     |
| 81           | Tatakai no kaiši タタカイ × ノ × カイシ                                  | Začátek × Napínavého × Boje    | 26. května 2013     |
| 82           | Kaito no surotto カイト × ノ × スロット                                  | Kite × A × Zbraně              | 2. června 2013      |
| 83           | Kanka šite šinka カンカ × シテ × シンカ                                  | Inspirace × Ke × Zdokonalení   | 9. června 2013      |
| 84           | Sadame no mezame サダメ × ノ × メザメ                                    | Zařízené × Probuzení × Chiméry | 16. června 2013     |
| 85           | Hikari to kage ヒカリ × ト × カゲ                                        | Světlo × A × Stín              | 23. června 2013     |
| 86           | Čikai to saikai チカイ × ト × サイカイ                                   | Slib × A × Shledání            | 30. června 2013     |
| 87           | Kettó šite tósó ケットウ × シテ × トウソウ                               | Souboj × A × Útěk              | 7. července 2013    |
| 88           | Džanken to džakuten ジャンケン × ト × ジャクテン                         | Kámen-nůžky × A × Slabina      | 14. července 2013   |
| 89           | Jasašisa to cujosa ヤサシサ × ト × ツヨサ                                | Vlídnost × A × Síla            | 21. července 2013   |
| 90           | Risoku to džubaku リソク × ト × ジュバク                                 | Zájem × A × Kletba             | 28. července 2013   |
| 91           | Kjóša to džakuša キョウシャ × ト × ジャクシャ                            | Silný × A × Slabý              | 4. srpna 2013       |
| 92           | Hitocu no negai to futacu no čikai ヒトツノネガイ × ト × フタツノチカイ  | Sliby × A × Přání              | 11. srpna 2013      |
| 93           | Pámu to déto パーム × ト × デート                                        | Rande × S × Palm               | 18. srpna 2013      |
| 94           | Tomodači to tabidači トモダチ × ト × タビダチ                            | Přátelé × A × Cesta            | 1. září 2013        |
| 95           | Urami to sugomi ウラミ × ト × スゴミ                                     | Nenávist × A × Pohrůžka        | 8. září 2013        |
| 96           | Muhó na hómu ムホウ × ナ × ホーム                                        | Země × Bez × Zákona            | 15. září 2013       |
| 97           | Gekitó de gekimecu ゲキトウ × デ × ゲキメツ                              | Boj × A × Vyplenění            | 22. září 2013       |
| 98           | Sen'njú to senbecu センニュウ × ト × センベツ                            | Proniknutí × A × Rozřazení     | 29. září 2013       |
| 99           | Konbinéšon to eborjúšon コンビネーション × ト × エボリューション         | Kombinace × A × Evoluce        | 9. října 2013       |
| 100          | Cuiseki niwa cuigeki ツイセキ × ニハ × ツイゲキ                          | Stopování × A × Pronásledování | 16. října 2013      |
| 101          | Ikarugo to ikazuči イカルゴ × ト × イカズチ                              | Ikalgo × A × Hrom              | 23. října 2013      |
| 102          | Nórjoku to taikjoku ノウリョク × ト × タイキョク                         | Síla × A × Počítadlo           | 30. října 2013      |
| 103          | Cumi to jomi ツミ × ト × ヨミ                                            | Hřích × A × Předvídání         | 6. listopadu 2013   |
| 104          | Majoi to tomadoi マヨイ × ト × トマドイ                                  | Nerozhodnost × A × Zmatenost   | 13. listopadu 2013  |
| 105          | Kakugo to kakusei カクゴ × ト × カクセイ                                 | Řešení × A × Probuzení         | 20. listopadu 2013  |
| 106          | Nov to Morau ノヴ × ト × モラウ                                          | Knov × A × Morel               | 27. listopadu 2013  |
| 107          | Ritán to ritaia リターン × ト × リタイア                                 | Příchod × A × Odchod           | 4. prosince 2013    |
| 108          | Komugi no gungi コムギ × ノ × グンギ                                     | Gungi × Hrající × Komugi       | 11. prosince 2013   |
| 109          | Kóšin kaiši de kódó kaiši コウシンカイシ × デ × コウドウカイシ           | Příchod × A × Útok             | 18. prosince 2013   |
| 110          | Konwaku to omowaku コンワク × ト × オモワク                              | Zmatek × A × Očekávání         | 25. prosince 2013   |
| 111          | Tocunjú šite šin'njú トツニュウ × シテ × シンニュウ                      | Honba × A × Vniknutí           | 8. ledna 2014       |
| 112          | Kaibucu to kaibucu カイブツ × ト × カイブツ                              | Příšera × A × Příšera          | 15. ledna 2014      |
| 113          | Muši dakedo kaši ムシ × ダケド × カシ                                    | Nesplacený × Dluh × Hmyzu      | 22. ledna 2014      |
| 114          | Bundan to gosan ブンダン × ト × ゴサン                                   | Rozdělení × A × Neodhadnutí    | 29. ledna 2014      |
| 115          | Gimu to gimon ギム × ト × ギモン                                         | Povinnost × A × Otázka         | 5. února 2014       |
| 116          | Fukušú to šúfuku フクシュウ × ト × シュウフク                            | Msta × A × Zotavení            | 12. února 2014      |
| 117          | Budžoku niwa secudžoku ブジョク × ニハ × セツジョク                      | Pomsta × Za × Urážku           | 19. února 2014      |
| 118          | Icuwari no ikari イツワリ × ノ × イカリ                                  | Jen × Předstíraný × Vztek      | 26. února 2014      |
| 119          | Cujo ika jowa ika ツヨ × イカ × ヨワ × イカ                              | Silný × Nebo × Slabý           | 5. března 2014      |
| 120          | Nisemono to honmono ニセモノ × ト × ホンモノ                             | Falešný × A × Opravdový        | 12. března 2014     |
| 121          | Haiboku to menboku ハイボク × ト × メンボク                              | Porážka × A × Tvář             | 19. března 2014     |
| 122          | Tatemae to namae タテマエ × ト × ナマエ                                  | Postoj × A × Jméno             | 26. března 2014     |
| 123          | Mukade to omoide ムカデ × ト × オモイデ                                  | Stonožka × A × Vzpomínky       | 2. dubna 2014       |
| 124          | Kekkai to kakusei ケッカイ × ト × カクセイ                               | Překážka × A × Probuzení       | 9. dubna 2014       |
| 125          | Bu no cujomi to bu no kiwami ブノツヨミ × ト × ブノキワミ                | Velká × Nezměrná × Síla        | 16. dubna 2014      |
| 126          | Zero to Rózu ゼロ × ト × ローズ                                          | Nula × A × Růže                | 23. dubna 2014      |
| 127          | Tekii to kecui テキイ × ト × ケツイ                                      | Nepřátelství × A × Rozhodnutí  | 30. dubna 2014      |
| 128          | Mudžó no jorokobi to mušó no ai ムジョウノヨロコビ × ト × ムショウノアイ | Pomíjivá × Radost × Láska      | 7. května 2014      |
| 129          | Hjóteki to mokuteki ヒョウテキ × ト × モクテキ                           | Nepřítel × A × Cíl             | 14. května 2014     |
| 130          | Mahó de zecubó マホウ × デ × ゼツボウ                                    | Magie × A × Zoufalství         | 21. května 2014     |
| 131          | Ikari to hikari イカリ × ト × ヒカリ                                     | Vztek × A × Světlo             | 28. května 2014     |
| 132          | Senkó to hacudó センコウ × ト × ハツドウ                                 | Výběr × A × Výzva              | 4. června 2014      |
| 133          | Seizon no kigen セイゾン × ノ × キゲン                                   | Doba × Pro × Přežití           | 11. června 2014     |
| 134          | Hitokoto wa sonohito ヒトコト × ハ × ソノヒト                            | Slovo × Je × Ona               | 18. června 2014     |
| 135          | Konohi to konošunkan コノヒ×ト×コノシュンカン                            | Tento × Moment × Člověk        | 25. června 2014     |
| 136          | Kikjó to honmjó キキョウ × ト × ホンミョウ                               | Pravé × Jméno × Návrat         | 2. července 2014    |

| Č. v seriálu | Původní název                                 | Český název               | Premiéra v Japonsku |
| ------------ | --------------------------------------------- | ------------------------- | ------------------- |
| 137          | Džúnišin de giron ジュウニシン × デ × ギロン  | Zvěrokruh × A × Debata    | 9. července 2014    |
| 138          | Onedari to onegai オネダリ × ト × オネガイ    | Žádost × A × Prosba       | 16. července 2014   |
| 139          | Aruka to Nanika アルカ × ト × ナニカ          | Alluka × A × Cosi         | 23. července 2014   |
| 140          | Sansen to kaisen サンセン × ト× カイセン      | Vypuknutí × Války × Účast | 30. července 2014   |
| 141          | Tedžinaši to hicudži テジナシ × ト × ヒツジ   | Kouzelník × A × Ovce      | 6. srpna 2014       |
| 142          | Hari to kari ハリ × ト × カリ                 | Jehly × A × Lov           | 13. srpna 2014      |
| 143          | Cumi to cume ツミ × ト × ツメ                 | Hřích × A × Dráp          | 20. srpna 2014      |
| 144          | Kessai to kassai ケッサイ × ト × カッサイ     | Svolení × A × Potlesk     | 27. srpna 2014      |
| 145          | Kanpai to saikai カンパイ × ト × サイカイ     | Porážka × A × Shledání    | 1. září 2014        |
| 146          | Kaičó to hóšucu カイチョウ × ト × ホウシュツ  | Předseda × A × Uvolnění   | 8. září 2014        |
| 147          | Sukui to mirai スクイ × ト × ミライ           | Pomoc × A × Budoucnost    | 15. září 2014       |
| 148          | Koremade to korekara コレマデ × ト × コレカラ | Dosud × A × Odsud         | 22. září 2014       |